# Гефиростегиды
Гефиростегиды (лат. Gephyrostegidae) — семейство вымерших рептилиоморф из монотипического отряда или подотряда гефиростегов (Gephyrostegida), живших во времена каменноугольного периода (318,1—307,0 млн лет назад) на территории современных Германии, Чехии и США. В отличие от других рептилиоморф, лишены зубов на поперечных отростках птеригоидов.

## Описание
Строение скелета чрезвычайно сходно с таковым у примитивных амниот — тело короткое (24 позвонка), ноги довольно длинные. Плевроцентры позвонков крупные, интерцентры мелкие. Кости черепа скульптированы, скульптура в виде бороздок и ямок (может указывать на отсутствие фолидоза). Довольно развита «ушная» вырезка, стремя тонкое. Зубы не лабиринтодонтные. По-видимому, наземные или полуводные насекомоядные. Размеры тела мелкие — длина не более 40—45 см.
Гефиростегиды — близкие к амниотам представители примитивных четвероногих, они вполне подходят на роль предков настоящих амниот. Тем не менее, даже самые древние представители семейства жили достаточно поздно, чтобы быть прямыми предками амниот.

## Классификация
По данным сайта Paleobiology Database, на август 2019 года в семейство включают вымерших 3 рода и 4 вида:
- Род Bruktererpeton Boy & Bandel, 1973 — конец нижнего карбона (намюр, башкирская эпоха) Германии. Древнейший из семейства.
  - Bruktererpeton fiebigi Boy & Bandel, 1973
- Род Eusauropleura Romer, 1930 — верхний карбон (вестфал, московская эпоха) Чехии, Ниранские газовые сланцы. Длина до 45 см.
  - Eusauropleura digitata (Cope, 1868) — первым описан из семейства, скелет часто изображался в старой литературе как Diplovertebron punctatus.
- Род Gephyrostegus Jaekel, 1902 — верхний карбон США и Чехии.
  - Gephyrostegus bohemicus Jaekel, 1902
  - Gephyrostegus watsoni Brough & Brough, 1967

М. Ф. Ивахненко относит к семейству также род Enosuchus из верхней перми Восточной Европы. Близок к этой группе соленодонзавр из верхнего карбона Чехии.